# Lyse d'un jumeau
 (mai 2020).
La lyse d'un jumeau, aussi connu sous le nom de jumeau évanescent, correspond à la mort d'un des embryons au cours d'une grossesse multiple. Ce phénomène était généralement imputé à une malformation de l'embryon, un dysfonctionnement du placenta ou une anomalie chromosomique, mais les découvertes récentes[lesquelles ?] laissent penser que c'est extrêmement courant.
Grâce aux progrès techniques, l'échographie permet de se rendre compte que de nombreuses grossesses sont initialement gémellaires dans les premières semaines, puis se terminent par un singleton.
Il est question de 10 % à 15 % des gestations, et d'une réduction spontanée du nombre d'embryons dans 36 % des gestations gémellaires, et plus de 50 % des gestations avec trois embryons ou plus à l'origine,.

## Causes et conséquences
Comme pour les fausses couches, il n'y a pas forcément de cause directe imputable au phénomène de lyse d'un jumeau. En effet, il arrive que l'embryon ne soit pas viable pour des causes d'anomalies chromosomiques, placentaires ou autre. Un des facteurs pouvant influencer la lyse serait l'âge maternel[réf. nécessaire]. Certaines études ont montré que l'incidence de ce phénomène est plus fréquente chez les femmes d'un âge avancé[réf. nécessaire]. La distinction entre monozygote et dizygote n'influencerait pas l'apparition du syndrome.[réf. nécessaire]

### Les conséquences pour la mère
À la suite de la lyse d'un jumeau, les tissus fœtaux peuvent être absorbés par la mère, le jumeau vivant ou encore par le placenta. De ce fait, la mère ne subit aucun impact physique.[réf. nécessaire]

### Les conséquences pour le jumeau survivant

#### Médicalement
En général, la lyse se produit lors du premier trimestre, n'ayant ainsi aucun impact sur le jumeau restant et sur la suite de la grossesse. Néanmoins, si elle intervient en fin de grossesse, le fœtus peut en subir les conséquences. En effet les restes du fœtus absorbés par son jumeau peuvent se présenter sous la forme d'une tumeur ou d'un kyste pouvant se révéler à l'âge adulte. Selon les chercheurs, après 20 semaines, le fœtus peut subir des conséquences neurologiques graves, telles qu'une paralysie cérébrale.[réf. nécessaire]

## Symptômes chez la mère[réf.nécessaire]
La lyse se manifeste par certains symptômes :
- des saignements utérins (métrorragies) ;
- des crampes abdominales ;
- un col utérin ouvert et indolore.

## Risques[réf.nécessaire]
Le risque principal est une perte du deuxième embryon, réalisant une fausse couche spontanée globale.
La lyse d'un jumeau peut être provoquée médicalement dans le cadre d'une interruption sélective de grossesse.